# Damian Walker
Damian Walker (* 8. April 1969) ist ein ehemaliger US-amerikanischer Squashspieler.

## Karriere
Damian Walker spielte in den 1990er- und 2000er-Jahren auf der PSA World Tour, auf der er sechs Turnierfinals erreichte und zwei Titel gewann. Seine höchste Platzierung in der Weltrangliste erreichte er mit Position 148 im Februar 2001. Mit der US-amerikanischen Nationalmannschaft nahm er 1995, 2001 und 2003 an der Weltmeisterschaft teil. Er vertrat die Vereinigten Staaten auch bei den Panamerikanischen Spielen 2003 und schied im Einzel im Viertelfinale gegen Graham Ryding aus. 2001 und 2002 wurde er US-amerikanischer Meister.

## Erfolge
- Gewonnene PSA-Titel: 2
- US-amerikanischer Meister: 2001, 2002